# فلاح حسن الزيدان
فلاح حسن الزيدان؛ (مواليد الموصل عام 1974) سياسي عراقي، شغل منصب وزير الزراعة العراقي.

## التحصيل الدراسي واعماله
- بكالوريوس هندسة مدنية / الجامعة المستنصرية

- سنة التخرج / 1996-1997

1-عمل في مجال اختصاصه في شركات مختلفة في القطاع الخاص من سنة 1998 -2005 وكان اخرها المدير التنفيذي لشركة النسر للمقاولات العامة المحدودة 
2-عضو مجلس النواب في دورته الأولى 2006-2010 
3-عضو لجنة الخدمات في مجلس النواب عامي 2006-2007 
4-عضو لجنة الأمن والدفاع في مجلس النواب 2008-2010 
5-عضو مجلس النواب في دورته الثانية 2010-2014 
6-عضو لجنة الأمن والدفاع في مجلس النواب 2010-2014 
7-عضو مجلس النواب في دورته الثالثه 2014 
8- وزير الزراعة في حكومة 2014 

## وصلات خارجية
- الموقع الرسمي لـ وزارة الزراعة العراقية